# ژر (رود)
 ژر رودی است به گارون می‌ریزد. این رود از کشور فرانسه می‌گذرد.